# Rue Saint-Charles (Toulouse)
Pour l’article homonyme, voir Rue Saint-Charles.
La rue Saint-Charles (en occitan : carrièra Sant Carles) est une voie de Toulouse, chef-lieu de la région Occitanie, dans le Midi de la France.

## Situation et accès

### Description
La rue Saint-Charles est une voie publique. Elle se trouve dans le quartier Arnaud-Bernard.
Elle naît perpendiculairement à la rue Adolphe-Félix-Gatien-Arnoult, dans le prolongement de la rue des Trois-Piliers venant de la place Arnaud-Bernard. Longue de 172 mètres, elle est orientée à l'est. Elle donne successivement naissance à la rue Pétrarque et à la rue Jean-Rancy. Elle se termine en débouchant au carrefour de la rue Jean-Baptiste-Merly. Elle est prolongée au sud-est par la rue Pouzonville, qui aboutit au boulevard de Strasbourg.
La chaussée compte une seule voie de circulation automobile en sens unique, de la rue Jean-Baptiste-Merly vers la rue des Trois-Piliers. Elle appartient à une aire piétonne, où la circulation est réglementée et la vitesse y est limitée à 6 km/h. Il n'existe pas de bande, ni de piste cyclable, quoiqu'elle soit à double-sens cyclable.

### Voies rencontrées
La rue Saint-Charles rencontre les voies suivantes, dans l'ordre des numéros croissants (« g » indique que la rue se situe à gauche, « d » à droite) :
1. Rue des Trois-Piliers (g)
2. Rue Adolphe-Félix-Gatien-Arnoult (d)
3. Rue Pétrarque (g)
4. Rue Jean-Rancy (g)
5. Rue Jean-Baptiste-Merly

### Transports
La rue Saint-Charles n'est pas directement desservie par les transports en commun Tisséo. Elle se trouve cependant à proximité du boulevard d'Arcole, parcouru par les lignes de Linéo L1L14 et de bus 294570. Elle se trouve également à proximité de la station de métro Jeanne-d'Arc, sur la ligne . 
Les stations de vélos en libre-service VélôToulouse les plus proches sont les stations no 55 (2 rue Adolphe-Félix-Gatien-Arnoult), no 56 (1 rue Jean-Baptiste-Merly) et no 57 (15 rue Jean-Baptiste-Merly).

## Odonymie

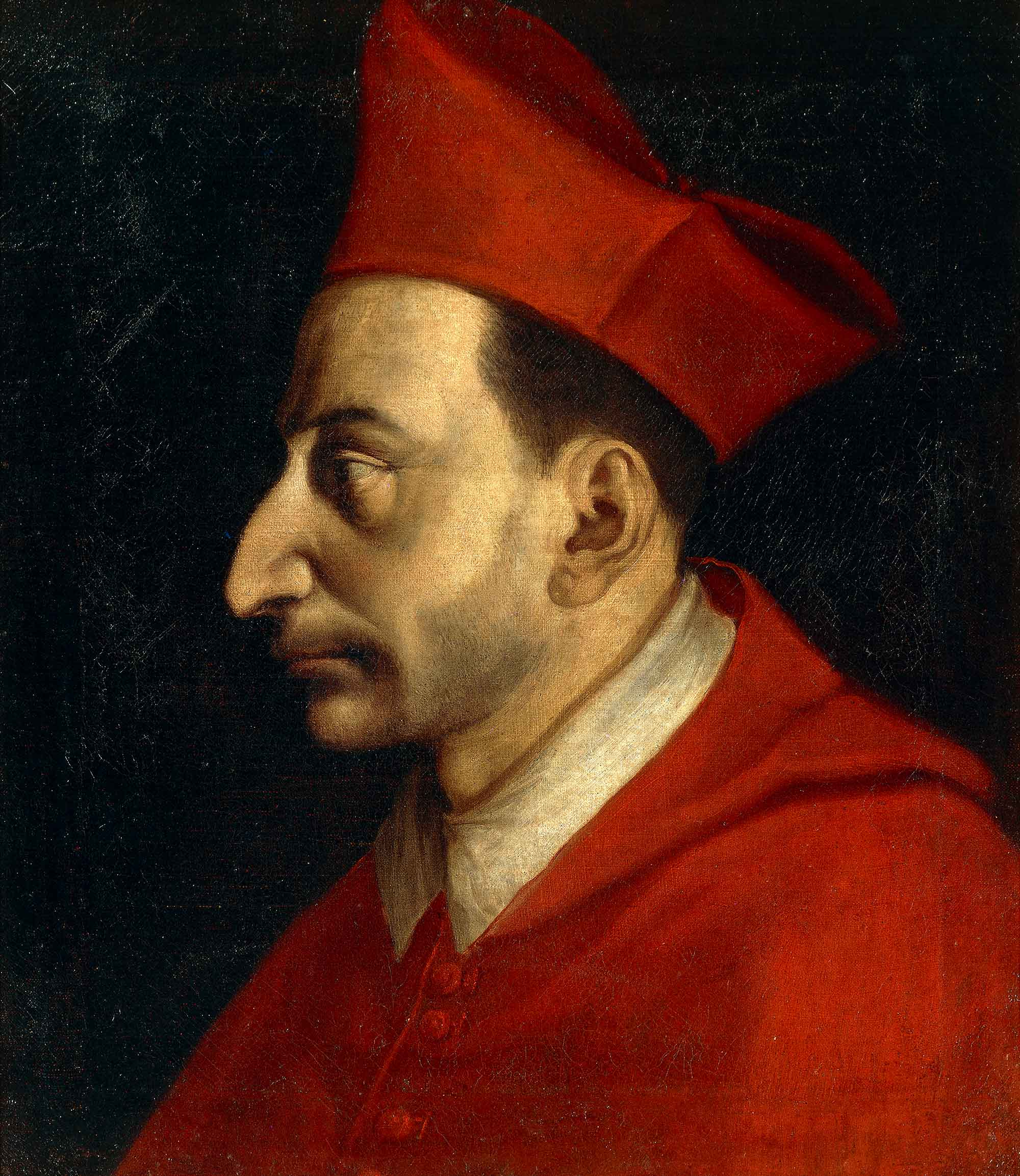
Charles Borromée, par Ambrogio Figino (dernier quart du XVIe siècle, pinacothèque Ambrosienne).

La rue Saint-Charles tient son nom du séminaire du même nom, établi en 1738 au carrefour de la rue Jean-Baptiste-Merly. Il avait été placé par son promoteur, le prêtre Antoine de Calvet, sous le patronage de Charles Borromée (1538-1584), archevêque de Milan et cardinal, artisan de la Réforme catholique et acteur du concile de Trente, canonisé en 1610. Le nom se conserva lorsque, après la Révolution française, le séminaire désaffecté devint la caserne Saint-Charles (actuel lycée Ozenne, no 16). 
Au Moyen Âge, au XIVe siècle, la rue était connue comme la rue d'Engotina ou d'En-Gotina : ce nom fait probablement référence à un personnage important (en, « seigneur » en occitan) qui avait une propriété dans la rue. Au cours du même siècle, le nom de ce personnage, dont la fortune devait être passée, fut remplacé par celui de Lespinasse (carraria de Spinassia en latin). Il se conserva jusqu'au XVIIIe siècle, malgré plusieurs variations : rue de l'Espinasse, rue d'Espinasse. On trouve également le nom de rue Pouzonville – comme la rue voisine, qui la prolonge à l'est –, à cause de la proximité de la porte de Pouzonville, qui s'élevait au carrefour des rues Saint-Charles, Jean-Baptiste-Merly et Pouzonville.

## Patrimoine et lieux d'intérêt
- no  16 : lycée Ozenne. 
Le séminaire Saint-Charles, destiné à l'enseignement et à la formation des prêtres, est établi en 1738 par Antoine de Calvet. Ce prêtre, fils de Jean-Joseph de Calvet, trésorier général, puis premier président au bureau des finances de la généralité de Toulouse. Le séminaire est confié à la Compagnie des prêtres de Saint-Sulpice. Les bâtiments sont complètement remaniés dans la deuxième moitié du XVIIIe siècle et plusieurs corps de bâtiment sont élevés entre la rue Jean-Baptiste-Merly et la rue Saint-Charles. Après la Révolution française, les bâtiments accueillent une caserne, affectée tout d'abord à l'infanterie et connue comme la caserne Saint-Charles, puis Clauzel. En 1949, le ministère de la Défense cède les bâtiments au ministère de l'Éducation qui ouvre le nouveau lycée de la ville, le lycée Clauzel, rapidement renommé Raymond-Naves, puis Ozenne. L'édifice s'organise autour d'une grande cour centrale. Les bâtiments du séminaire formant initialement un U ont été complétés par de nouveaux corps de bâtiment qui ferment la cour du côté de la rue Jean-Baptiste-Merly[5].